# خطر در خانه آخر
خطر در خانه آخر (به انگلیسی: Peril at End House) رمانی پلیسی-جنایی اثر آگاتا کریستی است.
این کتاب در فوریه ۱۹۳۲ توسط انشارات داد، مید اند کمپانی در آمریکا و در مارس ۱۹۳۲ در بریتانیا توسط انتشارات کولینز کرایم کلوب به چاپ رسیده است، قیمت این کتاب در ایالات متحده ۲ دلار و در کشور بریتانیا ۷ شلینگ و ۶ پنسی بوده‌است.
کتاب خطر در خانه آخر هفتمین کتاب مجموعه داستان‌های پوآرو است که شامل شخصیت‌های هرکول پوآرو، بازرس جپ و آرتور هستینگز می‌باشد.